# Pietrosul Rodnei
Vârful Pietrosul Rodnei (2303 m n.p.m.) - najwyższy szczyt w Górach Rodniańskich w Wewnętrznych Karpatach Wschodnich w Rumunii.